# Schmidtiana testaceicornis
Schmidtiana testaceicornis là một loài bọ cánh cứng trong họ Cerambycidae.